# Portret van Abraham Grapheus
Het portret Abraham Grapheus is een schilderij van de Vlaamse barokschilder Cornelis de Vos, gemaakt in 1620. Beide mannen waren op dat moment lid van de Antwerpse Sint-Lucasgilde.
Het schilderij hing sinds 1620 in de schilderskamer in het gildegebouw.
Het schilderij behoort tot de collectie van het Koninklijk Museum voor Schone Kunsten Antwerpen.

## Context
In verschillende officiële documenten wordt bevestigd dat Cornelis de Vos actief was als kunsthandelaar. In de eerste plaats was hij echter kunstschilder. Hij schilderde genretaferelen en historietaferelen. Vooral vanwege zijn portretten was hij een vermaard kunstenaar. Dit halflijfse schilderij van Abraham Grapheus was een van zijn eerste grote realisaties. Hij schilderde het toen hij deken van de Antwerpse Sint-Lucasgilde was. Ook Grapheus was sinds 1572 lid van de gilde. Schilderen was echter niet zijn grootste kwaliteit.
Misschien daarom maakte hij zich verdienstelijk als ‘knaep’ en genoot in die functie de waardering van Peter Paul Rubens, Jacob Jordaens, Adam van Noort en Jan Brueghel. Hij vulde de gildeboeken aan, informeerde de gildebroeders over andere leden en organiseerde veilingen bij sterfgevallen. Ook verzorgde hij de tafeldienst bij het patroonfeest en hield hij daarbij de keuken en de bediening in de gaten.

## Beschrijving
Ongetwijfeld zijn Abraham Grapheus en zijn attributen naar het leven geschilderd. 
De Vos wist het hoofd van de zeventig jarige man met zijn felle blik in zijn roodomrande ogen , diepe rimpels en grijs krullend haar plastisch en met brede toetsen te modelleren.
De voor De Vos atypische wegkijkende blik van Grapheus geeft het werk een bijzondere artistieke waarde. Volgens Katlijne Van der Stighelen, professor aan de KU Leuven en auteur van een monografie over Cornelis de Vos, kan het in verband worden gebracht met vroeger ontstane portretstudies van Grapheus. De knaap van het Antwerpse Sint-Lucasgilde met zijn wel zeer karakteristieke kop was immers een populair model voor onder meer Anthony van Dyck en Jacob Jordaens.
Op Grapheus’ borst hangt de breuk van de Sint-Lucasgilde, een reeks zilveren platen vastgemaakt aan een sierketting. Op een van de platen is de ossenkop, het symbool van de heilige Lucas te zien, op de plaat eronder het wapenschild van de gilde. Deze werden normaal gezien gedragen door de deken of hoofdman van de gilde.
De kelk in Grapheus’ hand toont vier legendarische schilders, Apelles, Zeuxis, Rafael en Albrecht Dürer. Zij waren belangrijke rolmodellen voor de gildeleden. De kelk zelf werd vermoedelijk in 1549 door vooraanstaande Antwerpse families aan de gilde geschonken. De knop van het deksel wordt gevormd door een ossenkop. De rechtse kelk op tafel is bekroond met Pictura, de personificatie van de schilderkunst. Deze beker, die vervaardigd werd naar een ontwerp van Sebastiaan Vrancx (1612), werd bekostigd door verschillende Antwerpse notabelen onder wie Cornelis van der Geest, een vooraanstaand koopman en mecenas.

## Provenance
Vermoedelijk schonk De Vos dit portret aan het gilde ter gelegenheid van zijn dekenschap in 1619. Aan het begin van het Franse bewind over de Zuid-Nederlandse provincies (1794-1796) werd een confiscatiepolitiek gevoerd die tal van Antwerpse kunstwerken en bezittingen naar Parijs bracht. In 1815 belandden heel wat werken, waaronder dit portret, opnieuw in het museum van de Antwerpse Academie. Het kostbare zilverwerk dat de Vos hier weergeeft, is nooit meer teruggekeerd.